# SOON
Soon (eigene Schreibweise „[SOON]“ oder nach alter Schreibweise auch „[soon]“) ist eine Dark-Rock-Band aus Hamburg.

## Geschichte
[SOON] wurde 2003 in Hamburg gegründet. Im gleichen Jahr begann die Band, verstärkt um Bass und Schlagzeug, mit eigenem Songmaterial deutschlandweit Konzerte zu spielen.
2006 wurde das Debütalbum der Band, End Isolation, in Deutschland, Österreich, der Schweiz, Italien und Frankreich veröffentlicht. 2007 erschien das Nachfolgealbum Without a Trace und ermöglichte der Band zahlreiche regelmäßige Auftritte auf Festivals (u. a. Fährmannsfest Hannover, Höpen Air, Wutzrock), sowie in Clubs in ganz Deutschland (z. B. Backstage in München, Große Freiheit 36 in Hamburg, Matrix in Bochum) und Österreich. 2011 wurde das dritte Album Lonely Way veröffentlicht. Das vierte Album Dead-end Street erschien am 25. Oktober 2013.

## Stil
[SOON] verbinden in ihrer Musik Elemente von Metal und modernem Hardrock/Dark Rock. In den Songs der Band dominieren harte Gitarrenriffs und klarer melodischer englischsprachiger Gesang. Ergänzt wird dies durch eine ausgefeilte Rhythmusarbeit von Schlagzeug und Bass, einen dezenten Einsatz von atmosphärischen Keyboards und markante Gitarrensoli. Der Sonic Seducer charakterisiert die Musik von [SOON] als „experimentell, abwechslungsreich, außergewöhnlich, aber dennoch durch und durch wie aus einem Guss.“

## Diskografie
- 2006: End Isolation (Oscillation Music/AL!VE)
- 2007: Without a Trace (Oscillation Music/AL!VE)
- 2011: Lonely Way (Oscillation Music/AL!VE)
- 2013: Dead-End Street (Oscillation Music/AL!VE)
- 2016: Better Days (Oscillation Music/AL!VE)